# Bouygues
Bouygues, «Буи́г» — французская промышленная группа с интересами в строительстве, энергетике, масс-медиа и телекоммуникациях. Штаб-квартира — в Париже.

## История
Компания была основана Франсисом Буигом в 1952 году и представляла собой небольшую строительную фирму. Первым крупным контрактом стало строительство стадиона «Парк де Пренс» в Париже в 1969 году. В 1970 году Bouygues вышла на Парижскую фондовую биржу. В 1974 году было создано подразделение Bouygues Offshore по оборудованию морских нефтедобывающих платформ. К началу 1980-х годов Bouygues стала крупнейшим во Франции застройщиком жилой недвижимости.
Первым крупным зарубежным проектом стал стадион «Азади» в Тегеране в 1970 году. Затем было получено ещё несколько контрактов в Иране, а в 1983 году было завершено строительство моста на остров Бубиян в Кувейте. В 1981 году был получен контракт стоимостью 2 млрд долларов на строительство нового здания университета Рияда в Саудовской Аравии. Помимо Ближнего Востока компания была активна в западной Африке, где строила электростанции и учебные заведения.
В 1986 году была куплена французская строительная группа Screg, которая включала компанию по строительству дорог Colas. В апреле 1987 года Bouygues возглавила консорциум, который приобрёл ведущую французскую телекомпанию TF1. В 1989 году был куплен Grands Moulines de Paris, крупнейший мукомольный концерн Франции. Среди крупных проектов конца 1980-х годов были мост Иль-де-Ре, Большая арка Дефанс и мечеть Хасана II в Касабланке. В конце 1980-х годов руководство компании перешло к Мартену Буигу, сыну основателя. Франсис Буиг тем временем возглавил медийное подразделение, в частности основал кинокомпанию CiBy 2000; Франсис умер в 1993 году, а CiBy 2000 была продана в 1998 году, к этому времени она выпустила 80 фильмов, включая «Пианино», «Андерграунд» и «Тайны и ложь».
Под руководством Мартена Буига компания продолжала реализовывать крупные проекты и в 1990-х годах, в частности здания Национальной библиотеки Франции, тоннель под Ла-Маншем, мост Нормандии, «Стад де Франс» и Центральный вокзал Куала-Лумпура. В 1994 году Bouygues получила лицензию на развитие сотовой связи, оператор Bouygues Telecom начал работу 29 мая 1996 года. В конце 1990-х годов компания начала развивать также сеть стационарной связи и, в то же время, избавляться от подразделения нефтедобывающих платформ путём размещения акций Bouygues Offshore на бирже.
В 2006 году была куплена доля в машиностроительной компании Alstom, которая позже была увеличена до 31 %, однако в 2014 году основная часть пакета акций была продана правительству Франции.
В октябре 2022 года была завершена покупка группы Equans, специализирующейся на развитии энергетической инфраструктуры, сумма сделки составила 6,1 млрд евро, до этого она являлась строительным подразделением энергетической компании Engie.

## Собственники и руководство
Основные акционеры группы: компания SCDM, принадлежащая Мартену и Оливье Буигам (26,5 %), сотрудники Bouygues (14,8 %), остальные находятся в свободном обращении.
- Мартен Буиг (Martin Bouygues, род. 3 мая 1952 года) — председатель совета директоров компании.
- Оливье Русса (Olivier Roussat, род. 13 октября 1964 года) — генеральный директор с февраля 2021 года, в компании с 1995 года.

## Деятельность
Bouygues — одна из крупнейших строительных компаний Франции, среди объектов, которые она возводила — тоннель под Ла-Маншем, Большая арка Дефанс, терминал № 2 аэропорта имени Шарля де Голля, автострады и др. Также группа контролирует телекоммуникационную компанию Bouygues Telecom, входящую в тройку сотовых операторов страны, телеканал TF1.
Выручка за 2023 год составила 56,0 млрд евро, её распределение по регионам: Франция — 50 %, другие страны Евросоюза — 14 %, остальная Европа — 15 %, Северная Америка — 13 %, Азиатско-Тихоокеанский регион — 5 %, Африка — 2 %, Центральная и Южная Америка — 1 %.

### Дочерние компании
Основные составляющие группы Bouygues по состоянию на 2023 год:
- Bouygues Construction — строительство, выручка 9,76 млрд евро, чистая прибыль 195 млн евро, активы 8,51 млрд евро;
- Bouygues Immobilier — строительство и обслуживание жилой и офисной недвижимости, выручка 1,74 млрд евро, чистый убыток 7 млн евро, активы 1,95 млрд евро;
- Colas — строительство и обслуживание транспортной инфраструктуры, выручка 16,02 млрд евро, чистая прибыль 316 млн евро, активы 11,15 млрд евро;
- Equans — строительство объектов энергетической инфраструктуры, выручка 18,76 млрд евро, чистая прибыль 305 млн евро, активы 12,35 млрд евро;
- Groupe TF1 — телекомпания, доля 45,4 %, выручка 2,30 млрд евро, чистая прибыль 192 млн евро, активы 3,66 млрд евро;
- Bouygues Telecom — мобильная и стационарная связь, кабельное телевидение и доступ к сети интернет, доля 90,5 %, выручка 7,73 млрд евро, чистая прибыль 457 млн евро, активы 15,48 млрд евро.

### Bouygues в СССР и России
В России компания работает с 1989 года, причём первым проектом стало строительство московского отеля Iris по заказу МНТЦ «Микрохирургия глаза» Святослава Фёдорова. Среди других проектов компании в Российской Федерации — строительство торговых центров «Атриум» и «Мега Белая Дача», а также реконструкция Главного здания МГУ в Москве, здания отеля Hyatt в Екатеринбурге и др.
Президент Bouygues Мартен Буиг в 2010 году вошёл в совет фонда «Сколково».

### Bouygues в Туркмении
Компания работает в Туркмении с 1994 года. Занимает второе место в Туркмении по заключенным контрактам на строительство зданий.
Директоров «Буига» всегда принимает высшее руководство Туркмении. В 2009 году компания «Буиг» подарила президенту Туркмении эксклюзивный спортивный автомобиль «Mitsubishi Lancer Evolution X».
Среди проектов компании в Туркмении — Президентский дворец, здание Парламента Туркмении, выставочный дворец, мечеть Сапармурата-хаджи, здание МИД Туркмении, корпуса ТГУ имени Махтумкули, здание ИМО МИД Туркмении, здание Академии художеств, Центр свободного творчества, роскошные отели «Огузкент» и «Йылдыз», Министерство нефтегазовой промышленности и минеральных ресурсов Туркмении, а также крупнейшая мечеть в Средней Азии — Духовности Туркменбаши.
Компания является одним из крупнейших работодателей в Ашхабаде. Французы ведут обучение туркменских специалистов в сфере строительства. Создан собственный учебный центр.